# Liolaemus chacoensis
Liolaemus chacoensis (lagartija chaqueña o chelco chaqueño) es una especie de lagarto de la familia Iguanidae. Es nativa de la región del Chaco, que comparten Argentina, Paraguay y Bolivia.

## Morfología
Se caracteriza por escamas temporales quilladas, presencia de un pliegue longitudinal irregular, manchas obscuras en forma de V en la región dorsal y la presencia de un falso parche femoral.

## Distribución
Fue descripta por primera vez en Fortín Guachalla, Paraguay en 1948. Su presencia fue confirmada en diversas provincias de Argentina: Chaco, Catamarca, Córdoba, San Luis y La Rioja. En 2011 fue confirmada en Bolivia (Tarija).

## Sinónimos
- Liolaemus chacoensis SHREVE 1948
- Liolaemus emmae DONOSO-BARROS 1970 (fide CEI 1980)